# Лудвиг Драчки
Лудвиг Анжуйски, Лудвиг Драчки или Лудвиг от Гравина (на италиански: Luigi d'Angiò, Luigi di Durazzo, Luigi di Gravina, на френски: Louis d’Anjou, Louis de Durazzo, Luois de Gravina; * 1324, † 22 юли 1364, Неапол, Неаполитанско кралство) е граф на Гравина и на Мороне от 1336 г. от династията на Сицилианските Анжуйци (Клон Анжу-Драч).

## Произход
Той е син на Жан от Гравина (Жан Анжуйски-Драчки) (* 1294, † 1336), херцог на Драч, и на втората му съпруга Агнес от Перигор († 1345). Заедно с братята си Карл, Роберт и Стефан служи в двора на неаполитанската кралица Джована I.
Има трима братя:
- Карл (* 1323, † 1348), херцог на Драч, граф на Гравина
- Робер (* 1326, † 1356), господар на Капачо, Муро и Монталбано, съпруг на Мария дьо Бо
- Стефан (* 1328, † 1380я), кръстоносец в Португалия

## Биография
През 1337 г. е назначен за генерален капитан на Кралство Албания. Той е един от кралските посланици в Папската курия, изпратени от кралица Джована I Анжуйска.
През 1347 г. унгарският крал Лайош I Велики нахлува в Южна Италия, за да отмъсти за смъртта на брат си Андраш, първият съпруг на Джована. Кралица Джована I се омъжва повторно за братовчед си Лудвиг от Таранто и избягва в Марсилия на 11 януари 1348 г. Другите им роднини, Роберт от Таранто и Карл Драчки посещават Лудвиг от Таранто в Аверса, за да му се подчинят. Лудвиг ги приема приятелски и ги убеждава да убедят братята си Филип от Таранто и Лудвиг от Дуръс да се присъединят към тях. След пристигането им „усмивката на крал Лудвиг е заменена с най-суров израз, когато той разкрива със строги думи истинските си чувства, които изпитва към принцовете и които дотогава той пази в тайна“, според съвременника Доменико да Гравина. Той повтаря предишните си обвинения, обвинява роднините си за убийството на брат си и ги заповядва да бъдат заловени на 22 януари. На следващия ден Карл Драчки - съпруг на сестрата на Джована I, Мария Драчка, е обезглавен по заповед на Лайош. Останалите принцове Лудвиг Драчки и Робер Драчки са държани в плен и изпратени в Унгария заедно с малкия племенник на Лайош – Карл Мартел (син на кралица Джована). 
През 1352 г. Лудвиг Анжуйски е освободен от затвора и върнат в Неапол. През 1357 г. той започва война с Джована и Лудвиг от Таранто, но претърпява няколко поражения, като през 1362 г. и е заловен. Затварят го в замъка Кастел дел Ово, където умира на 22 юли 1364 г., вероятно отровен с храна.

## Брак и потомство
∞ 1343 за Маргарита ди Сансеверино, дъщеря на Роберто ди Сансеверино, граф на Кориляно, от която има двама сина и една дъщеря:
- Лудвиг Анжуйски (* 1344, † малък)
- Шарл III Анжуйски „Малкия“ (* 1345, † 1385), крал на Неапол и Йерусалим (1382 – 1386), крал на Унгария като Карой II (1383 – 1386) и принц на Ахея (1383 – 1386); ∞ февруари 1369 за втората си братовчедка Маргарита Драчка (* 28 юли 1347, Неапол, Неаполитанско кралство, † 6 август 1412, Акуамела), от която има три деца
- Агнес Анжуйска (* 1347, † малка)